# Die Jüdin – Edith Stein
Die Jüdin – Edith Stein (Original: Siódmy pokój) ist eine italienisch-polnisch-französisch-ungarisch-deutsche Filmbiografie aus dem Jahr 1995 über Edith Stein (1891–1942), eine deutsche Nonne jüdischer Herkunft, die in Auschwitz starb und von Papst Johannes Paul II. 1987 selig- und 1998 heiliggesprochen wurde. 

## Handlung
Breslau um die Jahrhundertwende: Edith Stein wächst in einer strenggläubigen jüdischen Familie auf. Bereits in jungen Jahren interessiert sie sich für die Philosophie, die sie später in Göttingen und Freiburg studiert. Als Edith zum katholischen Glauben konvertiert, bricht es ihrer Mutter Augusta das Herz. Daraufhin reißt der Kontakt zu ihrer Familie größtenteils ab. In den 1920er Jahren arbeitet Edith als Lehrerin an der Mädchenschule St. Magdalena in Speyer und kritisiert öffentlich den rechtspopulistischen Politiker Franz Heller. 
Nachdem der Aufstieg der Nazis und die beginnende Judenverfolgung ihrer Lehrtätigkeit ein Ende setzen, tritt Edith 1933 dem besonders spartanischen Karmeliterorden in Köln bei, wo sie den Namen Schwester Teresia Benedicta a Cruce erhält. Der Verzicht auf weltliche Güter fällt ihr zwar schwer, als Nonne findet sie jedoch ihre persönliche Erfüllung. Kurz vor Ausbruch des Zweiten Weltkriegs flieht sie vor den Nazis in die Niederlande. Franz Heller, der inzwischen ein prominenter Nazi geworden ist, sorgt aus Rache dafür, dass Edith nach Auschwitz deportiert und dort 1942 in der Gaskammer ermordet wird.

## Hintergrund
Der polnische Schauspieler Jan Nowicki, der im Film den Nazi Franz Heller spielt, ist der Ehemann der Regisseurin Márta Mészáros, in deren Filmen er seit Mitte der 1970er Jahre regelmäßig auftritt.
Die Jüdin – Edith Stein wurde 1995 bei den Internationalen Filmfestspielen von Venedig vorgestellt. In Deutschland wurde der Film erstmals am 11. Oktober 1998 im Fernsehen gezeigt.

## Kritiken
„Durch seinen strengen Gestaltungswillen und eine symbolische Bildsprache gelingt es [dem Film], die geistige Welt Edith Steins zu erschließen und sowohl die politischen als auch die inneren Konflikte zugänglich zu machen.“

„Die Jüdin – Edith Stein ist ein gut gemeinter, jedoch wenig bewegender Tribut an die außergewöhnliche Edith Stein […]. Der ungarischen Regisseurin Márta Mészáros fehlt das Feingefühl für die Handhabung dieser klassischen Tragödie.“

## Auszeichnungen
Bei den Internationalen Filmfestspielen von Venedig
erhielten Márta Mészáros und Maia Morgenstern den Elvira Notari Preis. Mészáros wurde zudem mit dem OCIC Award ausgezeichnet. 

## DVD-Veröffentlichung
- Die Jüdin – Edith Stein. KFW 2009